# George Karrys
George Karrys, né le 15 février 1967, est un joueur canadien de curling notamment médaillé d'argent olympique en 1998.

## Biographie
George Karrys veut d'abord être joueur de soccer, mais se décide ensuite pour le curling. Il rejoint l'équipe de Mike Harris dans les années 1990 qui, surprenante, remporte le tournoi de qualification olympique en 1997. Elle représente donc le Canada aux Jeux olympiques d'hiver de 1998 à Nagano au Japon, qui marquent le retour du curling au programme olympique après 74 ans d'absence. Karrys est le lead de l'équipe, composée également de Mike Harris, Richard Hart, Collin Mitchell et Paul Savage, et est médaillé d'argent après une défaite contre la Suisse en finale. Après avoir entraîné l'équipe d'Andorre en 2002, il arrête la compétition en 2003. Il est ensuite responsable des relations avec les médias pour la Fédération mondiale de curling et propriétaire du journal The Curling News,.